# Eyre Coote

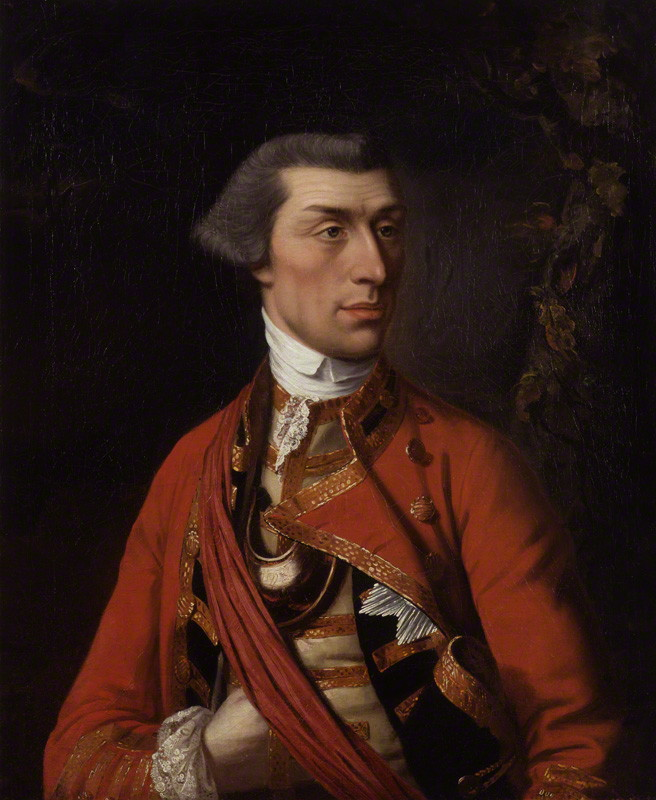
Eyre Coote

Eyre Coote, född 1726, död 28 april 1783, var en brittisk militär.
Coote kom 1754 till Indien, och var 1756 behjälplig vid återerövringen av Calcutta och hade en betydande andel i segern i slaget vid Plassey 1757. 1760 vann han segern i slaget vid Wandiwash och medverkade till erövringen av Pondicherry 1761. Efter en längre tids vistelse i England blev Coote 1779 generallöjtnant och högste befälhavare för Ostindiska kompaniets trupper. Han tvingades att 1780 uppta striden mot Haider Ali, och besegrade denne i slagen vid Porto Novo och Polliur 1781, men kunde på grund av sjukdom inte fullfölja fälttåget.